# Lex imperfecta
Lex imperfecta (dosł. prawo niedoskonałe) – norma prawna pozbawiona jakiejkolwiek sankcji.
Naruszenie takiej normy nie spowoduje na gruncie przepisów prawnych negatywnych skutków dla osoby, która ją złamała. Brak sankcji nie musi oznaczać, że prawodawca popełnił błąd. Powodem nieopatrzenia normy żadną sankcją może być brak takiej potrzeby bądź przewidywana nieskuteczność sankcji – niemożność przymuszenia do postępowania zgodnego z normą (niemożność wyegzekwowania normy).